# Bromus commutatus
Bromus commutatus là một loài thực vật có hoa trong họ Hòa thảo. Loài này được Schrad. mô tả khoa học đầu tiên năm 1806.

## Hình ảnh

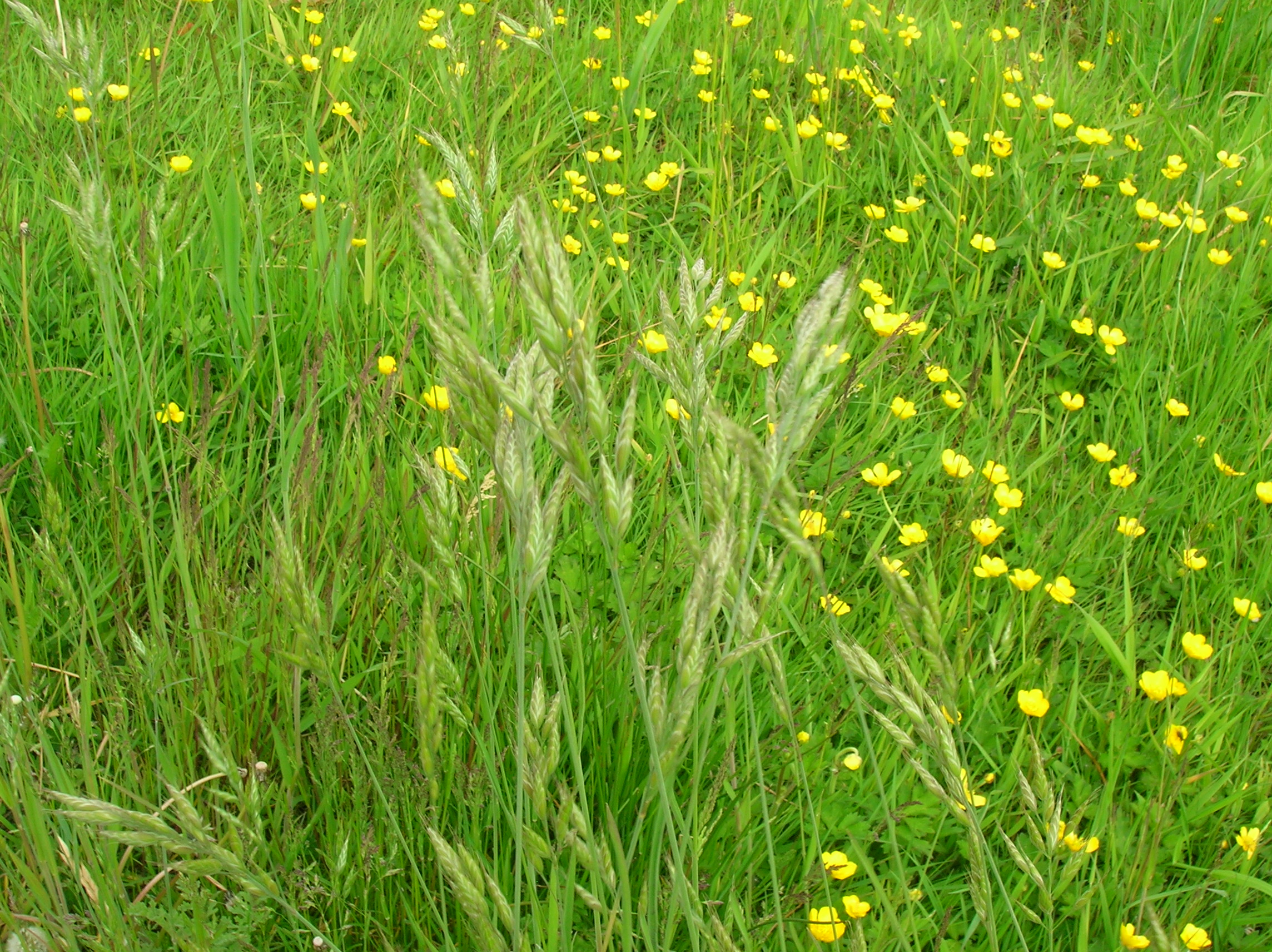
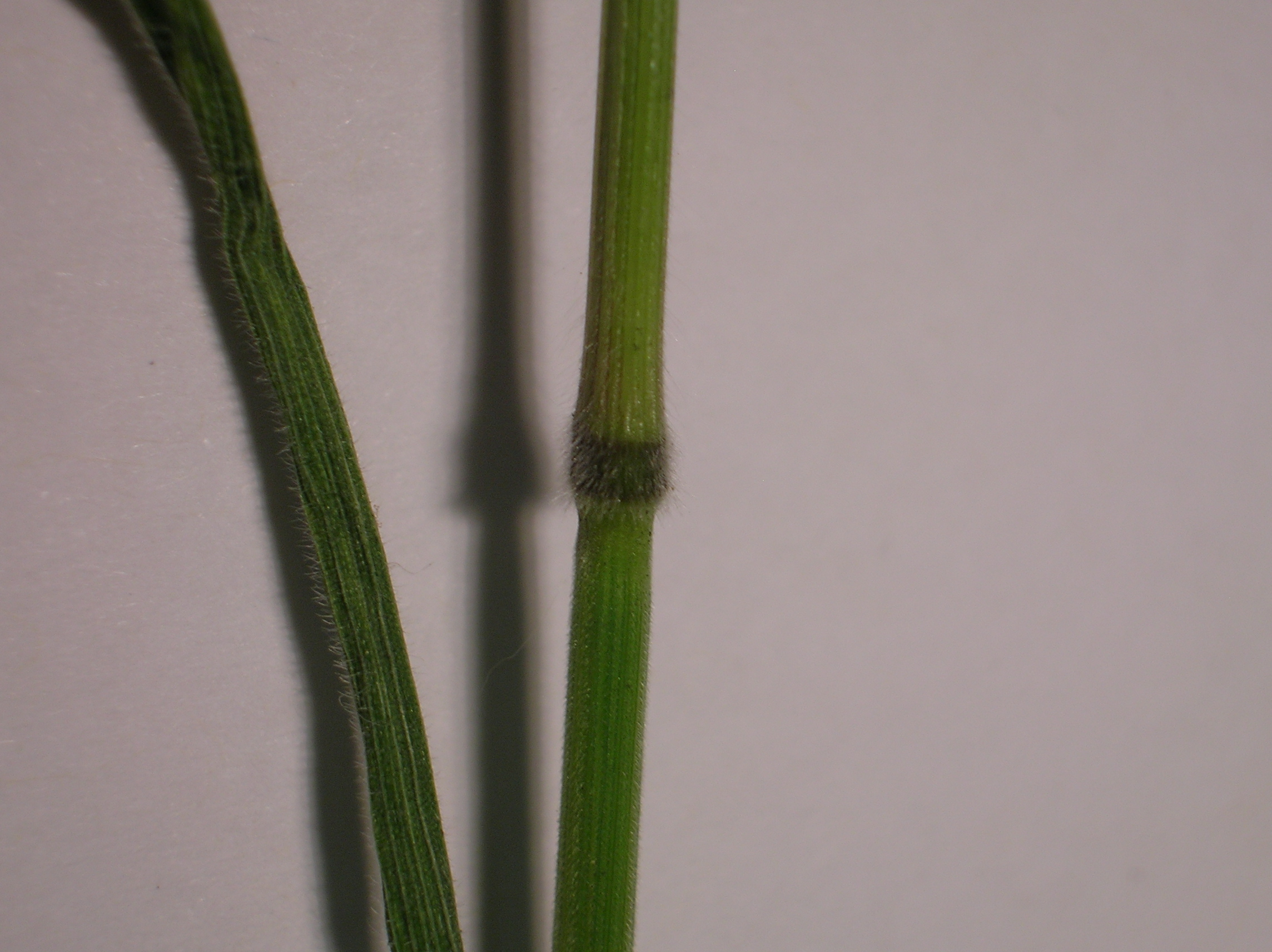
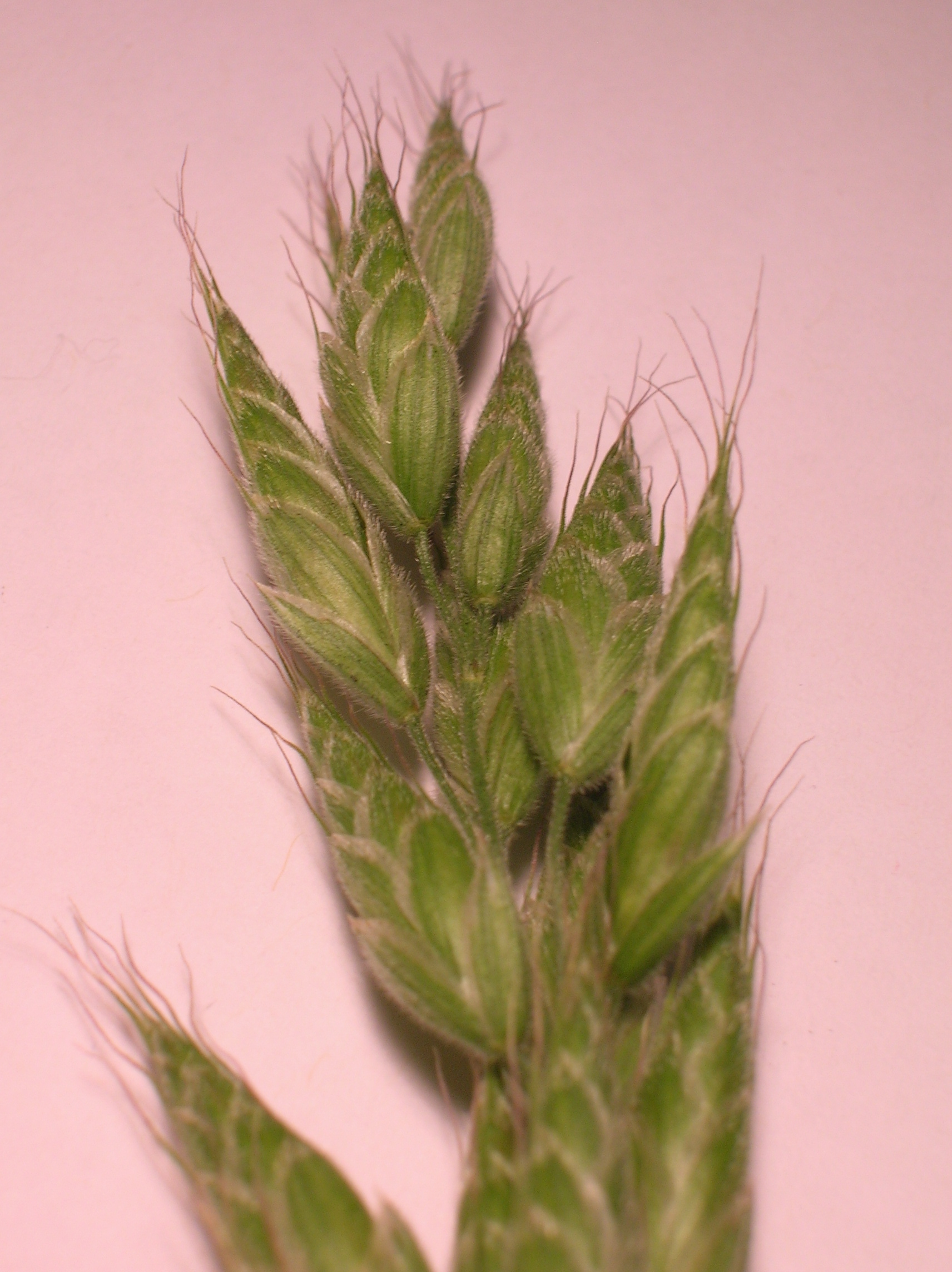
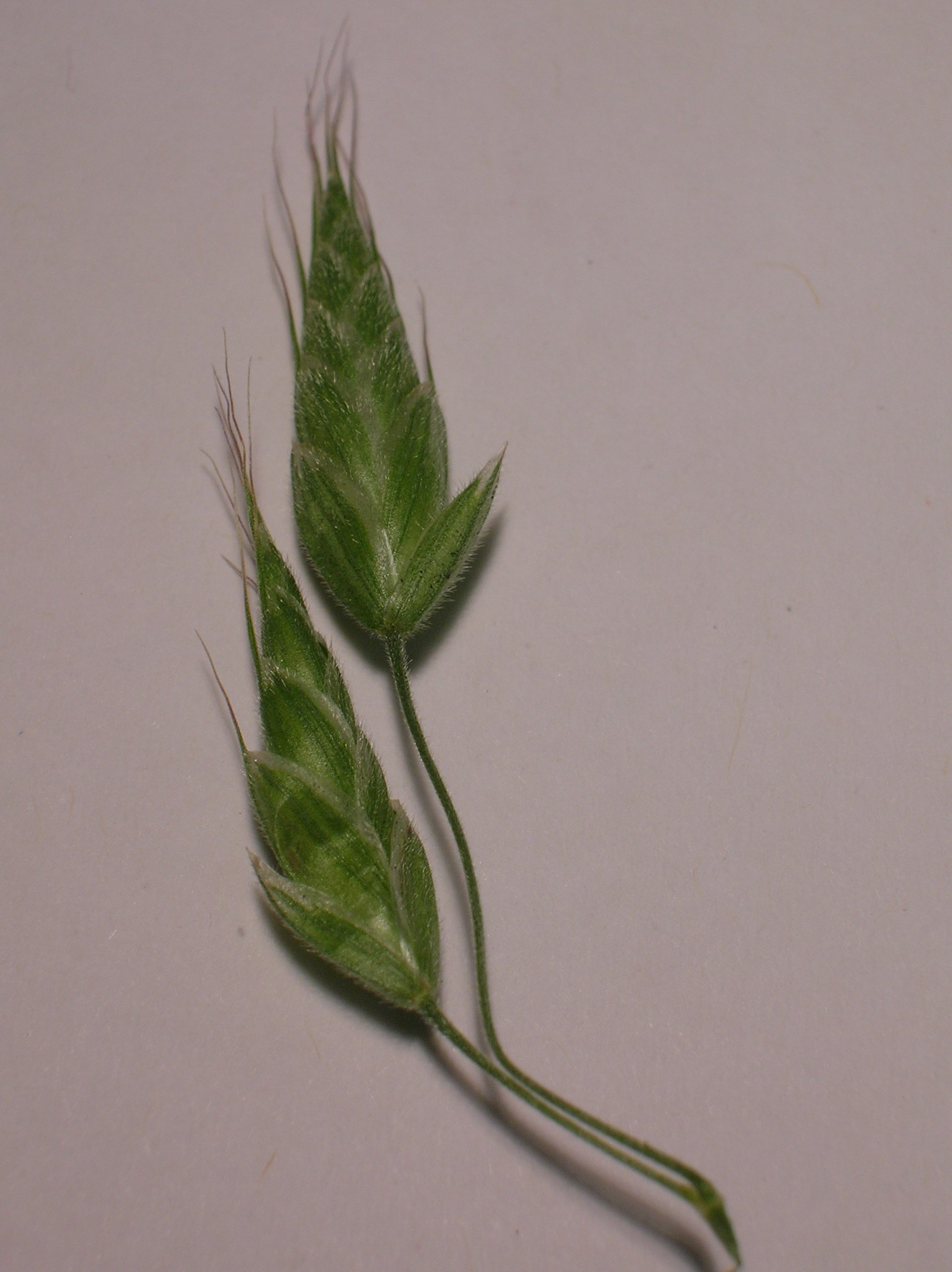